# Grammica cuspidata
Grammica cuspidata là một loài thực vật có hoa trong họ Bìm bìm. Loài này được (Engelm.) W.A. Weber mô tả khoa học đầu tiên năm 1973.